# Vebjørn Tandberg

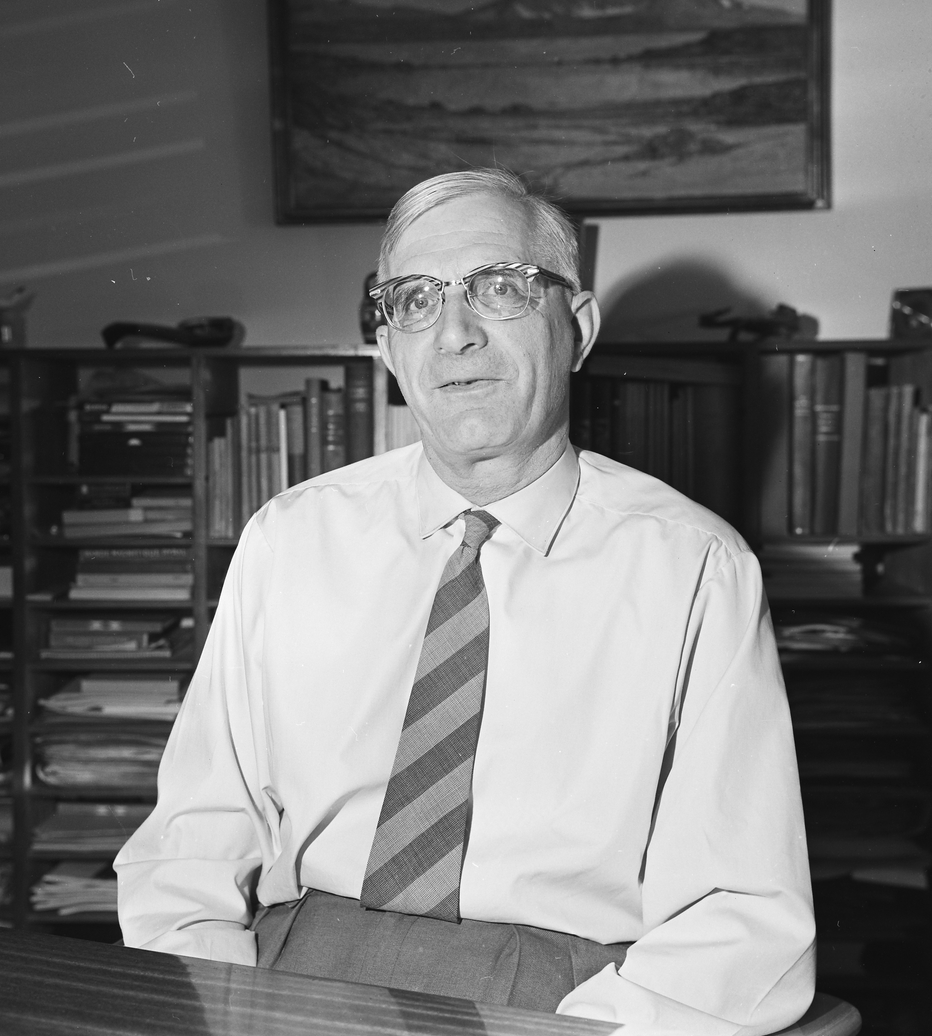
Vebjørn Tandberg (1963)

Vebjørn Tandberg (* 16. September 1904 in Bodø; † 30. August 1978 in Oslo) war ein norwegischer Elektroingenieur und Gründer von Tandbergs Radiofabrikk. Tandberg wuchs als Sohn von Vebjørn Olsen Tandberg (1873–1934) und Anna Therese Johanson (1878–1958) in Bodø, Nordland auf. Seine Eltern, ursprünglich aus Uvdal kommend, betrieben dort ein Werkzeugeinzelhandelsgeschäft.

## Studium und Unternehmensgründung
Nach dem Schulabschluss (Examen artium) im Jahre 1925 studierte Tandberg an der Norwegischen Technischen Hochschule Elektrotechnik. Das Studium schloss er 1930 erfolgreich ab. Bereits als Assistent von Johan Holtsmark kam er am dortigen Institut für Physik mit Lautsprechertechnik in Kontakt und gründete dann 1933 in Oslo Tandbergs Radiofabrikk.
Durch hohe Einfuhrzölle war es Tandberg möglich, seine vergleichsweise teuren, qualitativ hochwertigen Produkte erfolgreich zu vermarkten. Bis zur Besetzung Norwegens durch die deutsche Wehrmacht – und das damit verbundene Verbot des Privatbesitzes von Radios – expandierte die Firma. Sogar von 1940 bis zum Kriegsende wurde auf Lager weiterproduziert.

## Tandberg als sozialer Unternehmer
Bekannt wurde Tandberg nicht nur durch seine Produkte, sondern auch durch seine ausgesprochen fortschrittliche und soziale Haltung gegenüber seinen Mitarbeitern. Bereits zum Jahreswechsel 1939/1940 überführte er das Unternehmen in eine Stiftung, die Mitarbeiter als größte Anteilseigner. Er selbst behielt jedoch die Verantwortung für das operative Geschäft.
Tandbergs Radiofabrikk war nicht Mitglied des norwegischen Arbeitgeberverbandes und konnte dadurch Arbeitsbedingungen und Sozialleistungen autonom festlegen. So wurde 1937 die wöchentliche Arbeitszeit von 48 auf 42 Stunden gesenkt, 1948 abermals auf 39. Bereits 1938 gab es eine Betriebsrente in Höhe von 70 % des letzten Lohns. Ab 1947 bekamen alle Angestellten mit einer Betriebszugehörigkeit von 10 Jahren eine zusätzliche Woche Urlaub. 1955 wurde, zunächst in den Sommermonaten Juni bis August, die Fünftageswoche eingeführt, 1969 dann im gesamten Kalenderjahr. Ab 1970 bekamen alle Angestellten ein Festgehalt, ab 1974 gab es individuell vereinbare Arbeitszeiten und Ordnungen für Krankheitsausfälle.
Mit den Koautoren Arvid Møller und Lasse Thorseth hat Tandberg 1976 eine Sammlung von Artikeln, Vorträgen und Interviews veröffentlicht, die seine Haltung als Unternehmer skizzieren. Der Titel des Buches lautet Mennesket i bedriften (Der Mensch im Unternehmen).

## Wirtschaftliche Schwierigkeiten und Untergang

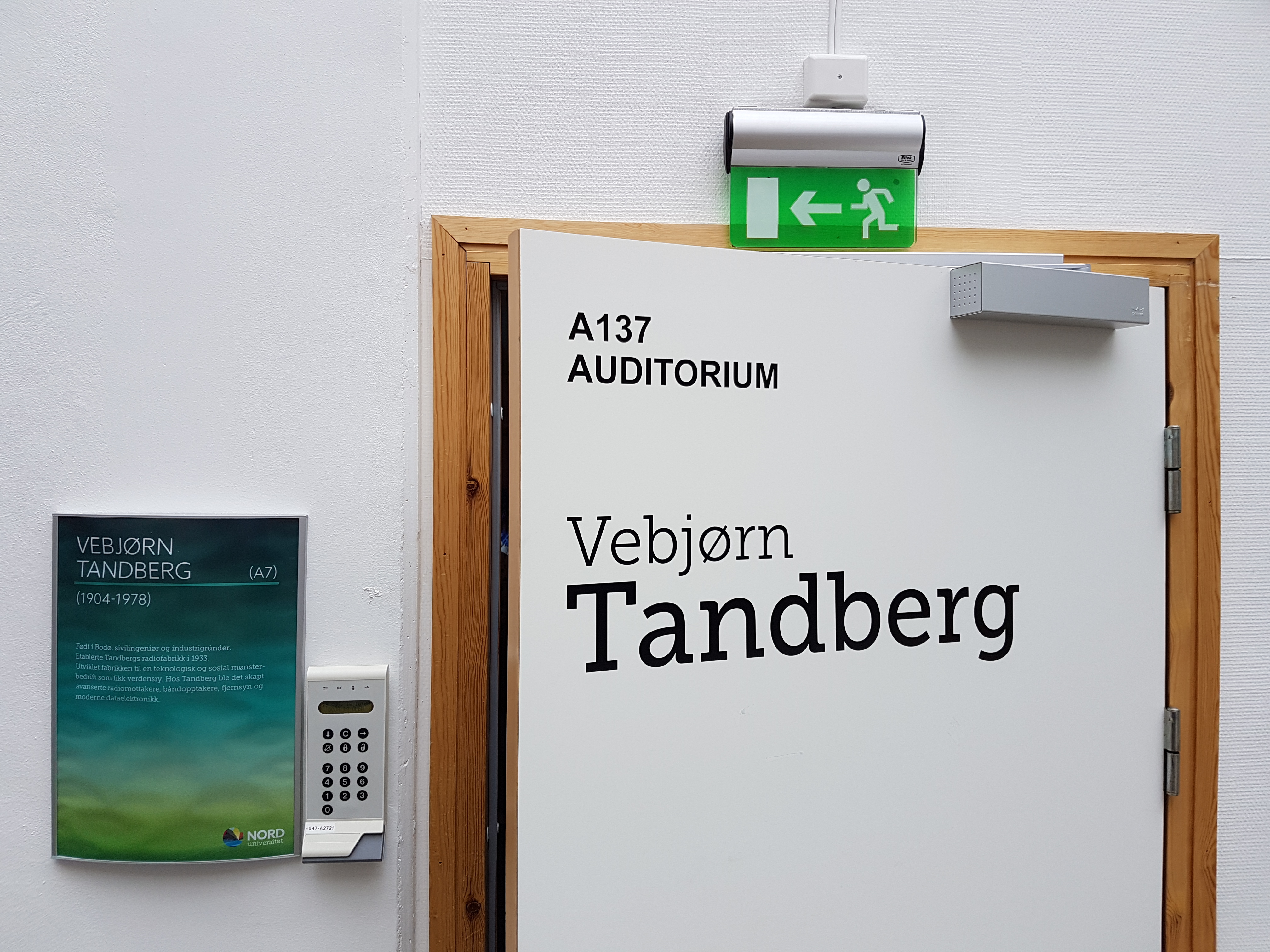
Nach Tandberg benannter Hörsaal an der Nord Universität

Die 1970er Jahre gestalteten sich als schwierig für die Radio- und TV-Branche. Viele Unternehmen mussten Insolvenz anmelden oder wurden aufgekauft, auch in anderen europäischen Ländern (siehe etwa Telefunken). Durch die Übernahme des größten innernorwegischen Konkurrenten, A/S Radionette, konnte Tandberg zunächst seinen Erfolg beibehalten. Die überambitionierte Übernahme einer Fabrik im schottischen Haddington und der Neubau einer Fertigungshalle in Notodden in der Telemark markieren jedoch den Ausgang aus der Profitzone. Trotz der Diversifikation des Portfolios – Tandberg hatte eine Datenverarbeitungsabteilung gegründet – war es nicht möglich, diesen Trend aufzuhalten.
Nach seiner Verrentung im Jahre 1973 blieb Vebjørn Tandberg zunächst in beratender Funktion im Unternehmen. Zwischen 1976 und 1978 war die wirtschaftliche Lage so desolat, dass weder ein staatlicher Kredit in Höhe von 55 Millionen Kronen noch eine Aufstockung des Aktienkapitals in Höhe weiterer 120 Millionen NOK dies haben aufhalten können. Am 30. August 1978 bekam Tandberg einen Brief vom Aufsichtsrat, dass seine Dienste als Berater nicht weiter in Anspruch genommen würden. Am gleichen Tag nahm er sich mit Hilfe von Schlaftabletten durch Ersticken selbst das Leben. Den Insolvenzantrag seines Unternehmens im Dezember 1978 hat er nicht mehr erlebt.
Trotz des unwürdigen Niedergangs ist Tandberg als Marke wie als Person noch heute bekannt – nicht zuletzt wegen seines besonderen sozialen Verständnisses als Unternehmer. Nach ihm wurde ein Hörsaal an der Nord Universität in seiner Heimatstadt Bodø benannt.